# Туринская академия наук
Туринская академия наук (итал. Accademia delle Scienze di Torino) — в Турине академия наук, сформировавшаяся в 1757 году из научного общества вокруг молодого математика Жозефа Луи Лагранжа.

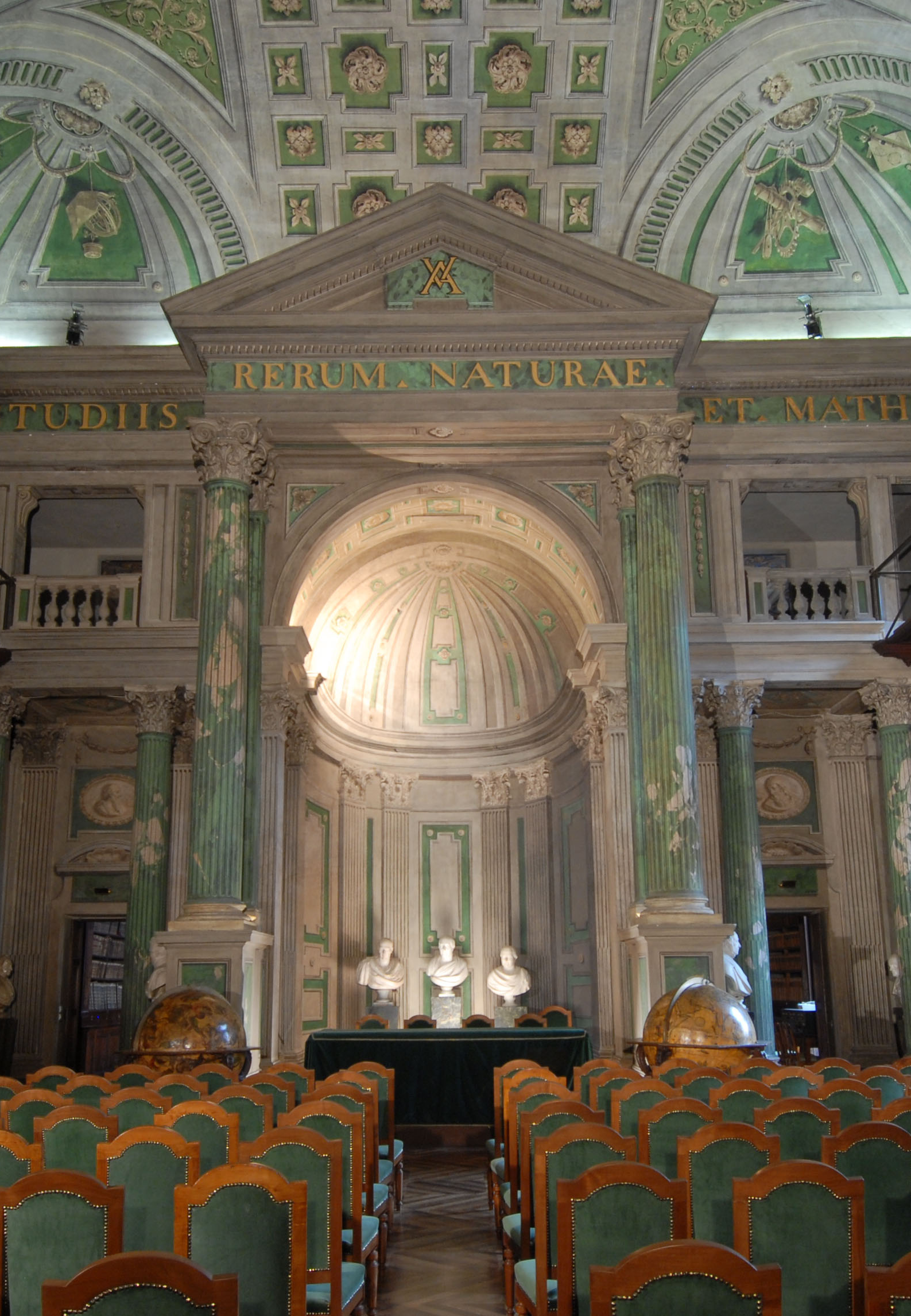
Sala dei Mappamondi

## История
Девятнадцатилетний подданный Сардинского королевства Жозеф Луи Лагранж, родом из Турина, был назначен профессором математики в королевскую артиллерийскую школу в Турине в 1755 году. Лагранж организовал там научное общество, из которого два года спустя образовалась Туринская академия.
Первый том трудов академии появился в 1759 году; особый интерес представляли статьи самого Лагранжа. Академические труды, в которых принимали участие известнейшие математики, издавались на латинском языке вплоть до 1784 года, затем начали выходить на французском.
В 1760 году академии был присвоен титул королевской.
Среди её российских членов был, в частности, Фёдор Андреевич Гильтебрандт.